# Bipiramidă pentagonală alungită
În geometrie bipiramida pentagonală alungită sau prisma pentagonală pentakis este un poliedru convex construit prin alungirea unei bipiramide pentagonale prin inserarea unei prisme pentagonale între bazele piramidelor (bazele prismei și ale piramidelor trebuie să fie congruente). Dacă fețele sunt regulate, este poliedrul Johnson (J16 ) Având 15 fețe, este un pentadecaedru.

## Mărimi asociate
Următoarele formule pentru înălțime h, arie A și volum V sunt stabilite pentru lungimea laturilor tuturor poligoanelor (care sunt regulate) a:
{\displaystyle h=\left({\sqrt {2-{\frac {2}{\sqrt {5}}}}}+1\right)a\approx 2,051462\,a\,}
{\displaystyle A=\left({\frac {5{\sqrt {3}}}{2}}+5\right)a^{2}\approx 9,330127\,a^{2},}
{\displaystyle V=\left({\frac {5+{\sqrt {5}}}{12}}+{\frac {\sqrt {25+10{\sqrt {5}}}}{4}}\right)a^{3}\approx 2,323483\,a^{3}.}

## Poliedru dual

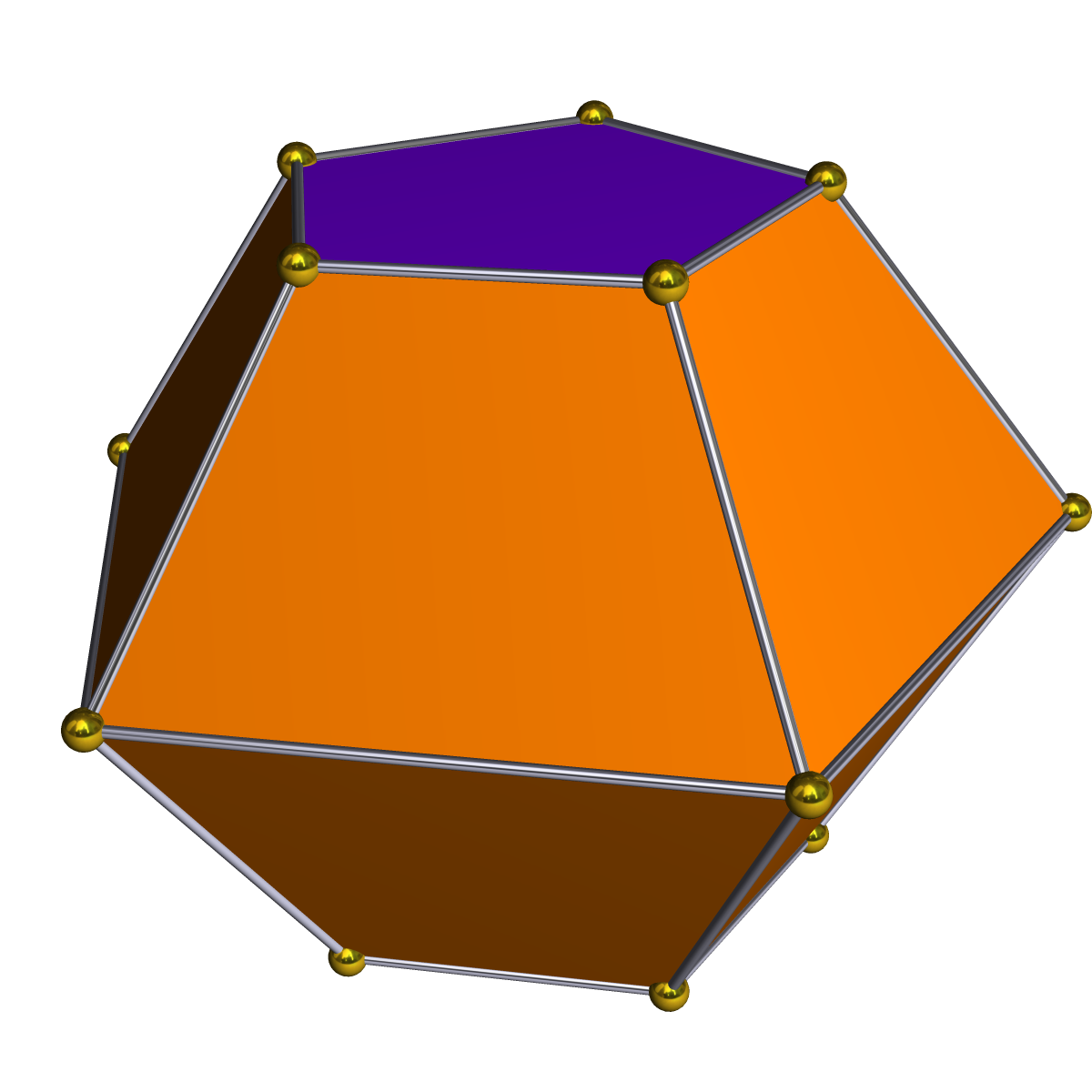
Dual: Bitrunchi pentagonal

Dualul bipiramidei pentagonale alungite este bitrunchiul pentagonal.